# تسای وان لی
تسای وان لی (انگلیسی: Tsai Wan-lin؛ ۱۰ نوامبر ۱۹۲۴ – ۲۷ سپتامبر ۲۰۰۴) کارآفرین و سرمایه‌دار اهل تایوان بود.